# Michele De Capua
Michele De Capua (Bitonto, 18 gennaio 1913 – Roma, 14 giugno 1974) è stato un politico italiano.

## Biografia
Fu eletto alla Camera dei deputati con la Democrazia Cristiana per tre legislature, nella circoscrizione Bari-Foggia.
Ricoprì varie cariche ai ministeri dell'agricoltura e foreste, dell'Istruzione, delle Poste e Telecomunicazioni.
Fu anche Accademico Tiberino, Capo Ispettorati Pensioni e Istruzione Artistica e Assistenza Scolastica, Commissario Accademico al Conservatorio di musica "Santa Cecilia".
Morì il 14 giugno 1974 a Roma.